# أنطونيو ماسبيس
أنطونيو ماسبيس (بالإيطالية: Antonio Maspes) مواليد 14 يناير 1932 في ميلانو - الوفاة 19 أكتوبر 2000 في ميلانو، كان دراج إيطالي في صنف سباق الدراجات على المضمار. سبق أن شارك في دورة الألعاب الأولمبية الصيفية وفاز بميدالية أولمبية.

## الميداليات
| الميدالية | المسابقة                       |
| --------- | ------------------------------ |
| برونزية   | الألعاب الأولمبية الصيفية 1952 |

## روابط خارجية
- أنطونيو ماسبيس على موقع أرشيف الدراجات (الإنجليزية)
- أنطونيو ماسبيس على موقع CycleBase (الإنجليزية)
- أنطونيو ماسبيس على موقع اللجنة الأولمبية الدولية (الإنجليزية)
- أنطونيو ماسبيس على موقع أوليمبيديا (الإنجليزية)
- أنطونيو ماسبيس على موقع اللجنة الأولمبية الإيطالية (الإيطالية)